# Aulonothroscus ceballosi
Aulonothroscus ceballosi là một loài bọ cánh cứng trong họ Throscidae. Loài này được Cobos miêu tả khoa học năm 1961.